# Liangxiongdiyu
La isla Liangxiongdiyu (en chino, 两兄弟屿) es una pequeña isla del grupo de islas Zhoushan  del mar de China Oriental que se encuentra a 67 km al noreste del puerto pesquero de Shenjiamen. Administrativamente pertenece al [[distrito de Putuo]] de la ciudad-prefectura de Zhoushan, provincia de Zhejiang, República Popular de China. Liangxiongdiyu es un punto de base del mar territorial de la República Popular de China.